# Biodola
La Biodola è una frazione balneare nel territorio comunale di Portoferraio, ed una delle maggiori località turistiche dell'isola d'Elba.

## Etimologia
Il toponimo Biòdola, attestato dal XVI secolo, deriva dal basso latino bladula («biada») e indica, nel dialetto elbano, la pianta Scirpoides holoschoenus, un giunco particolarmente frequente in quell'area marittima.

## Storia
La località fu frequentata sin dal Paleolitico medio e superiore, come dimostrano rinvenimenti di alcuni strumenti litici; al Neolitico si data invece un'ascia frammentaria in pietra verde e una punta di giavellotto.
Nella località, fortemente urbanizzata a partire dal secondo dopoguerra, sino al XIX secolo si trovavano pochissime abitazioni rurali denominate Ca' del Graniti e Ca' di Giorgio.